# Strobilanthes cyclus
Strobilanthes cyclus är en akantusväxtart som beskrevs av Charles Baron Clarke och William Wright Smith. Strobilanthes cyclus ingår i släktet Strobilanthes och familjen akantusväxter. Inga underarter finns listade i Catalogue of Life.